# Districte de Riam
El Districte de Riam és un dels 5 districtes del departament francès del Puèi Domat, a la regió d'Alvèrnia-Roine-Alps. Té 13 cantons i 137 municipis. El cap del districte és la sotsprefectura de Riam.

## Cantons
cantó d'Aigapersa - cantó de Combaronda - cantó d'Enesat - cantó de Manzac - cantó de Menat - cantó de Montagut - cantó de Pionsat - cantó de Pontaumur - cantó de Pontgibaud - cantó de Randans - cantó de Riam Est - cantó de Riam Oest - cantó de Sant Gervais d'Auvernha